# Đại Xuân
Đại Xuân là một phường thuộc thị xã Quế Võ, tỉnh Bắc Ninh, Việt Nam.

## Địa lý
Phường Đại Xuân nằm ở phía tây bắc thị xã Quế Võ, có vị trí địa lý:
- Phía đông giáp phường Nhân Hòa
- Phía tây giáp thành phố Bắc Ninh
- Phía nam giáp phường Phương Liễu
- Phía bắc giáp xã Việt Thống và tỉnh Bắc Giang.

Phường có diện tích 7,80 km², dân số năm 2022 là 11.567 người, mật độ dân số đạt 1.482 người/km².

## Lịch sử
Trước đây, Đại Xuân là một xã thuộc huyện Quế Võ.
Ngày 13 tháng 2 năm 2023, Ủy ban Thường vụ Quốc hội ban hành Nghị quyết số 723/NQ-UBTVQH15 (nghị quyết có hiệu lực từ ngày 10 tháng 4 năm 2023). Theo đó, thành lập thị xã Quế Võ và thành lập phường Đại Xuân thuộc thị xã Quế Võ trên cơ sở toàn bộ 7,80 km² diện tích tự nhiên, 11.567 người của xã Đại Xuân.